# Abibaal
Abibaal (en fenici: 𐤀𐤁𐤉𐤁𐤏𐤋 ʾabībaʿl, "El meu pare és Baal") va ser rei de Tir al segle X aC. Probablement va governar de l'any 990 aC al 981 aC, encara que potser ho va fer fins al 978 aC. Va ser el pare d'Hiram I, contemporani dels reis d'Israel David i Salomó.
Només es coneix aquest rei perquè el menciona Flavi Josep a la seva obra Contra Apió Tot el que diu d'ell es que va regnar abans que el seu fill Hiram. No es coneixen amb precisió els fets del seu regnat, ni tan sols els anys que va regnar.